# Kanaima nigra
Kanaima nigra is een halfvleugelig insect uit de familie schuimcicaden (Cercopidae). De wetenschappelijke naam van deze soort is voor het eerst geldig gepubliceerd in 2008 door Paladini & Carvalho.